# سبانداو: يوميات سرية
سبانداو: يوميات سرية (بالألمانية: Spandauer Tagebücher)‏ هو كتاب 1975 ألبرت شبير. في حين أنه يتعامل بشكل أساسي مع فترة سجن شبير أثناء سجنه في سجن سبانداو، فإنه يحتوي أيضًا على الكثير من المواد حول دوره في الرايخ الثالث وعلاقته مع أدولف هتلر. أصبح الكتاب أكثر الكتب مبيعًا.

## قائمة المراجع
- Speer، Albert (1976)، Spandau: The Secret Diaries (Translated by Richard and Clara Winston)، New York and Toronto: Macmillan، ISBN:978-0-02-612810-0  Speer، Albert (1976)، Spandau: The Secret Diaries (Translated by Richard and Clara Winston)، New York and Toronto: Macmillan، ISBN:978-0-02-612810-0

(النسخة الألمانية الأصلية: Speer، Albert (1975)، Spandauer Tagebücher [Spandau Diaries]، Berlin and Frankfurt am Main: Propyläen/Ullstein، OCLC:185306869 )